# Eurostopodus mystacalis
Eurostopodus mystacalis là một loài chim trong họ Caprimulgidae.

## Hình ảnh

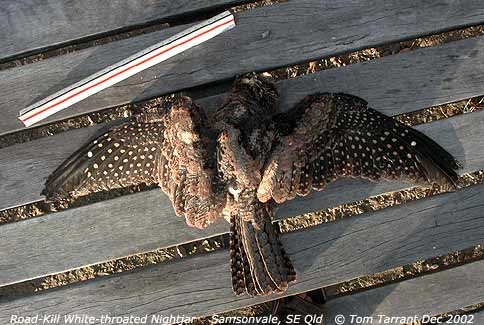
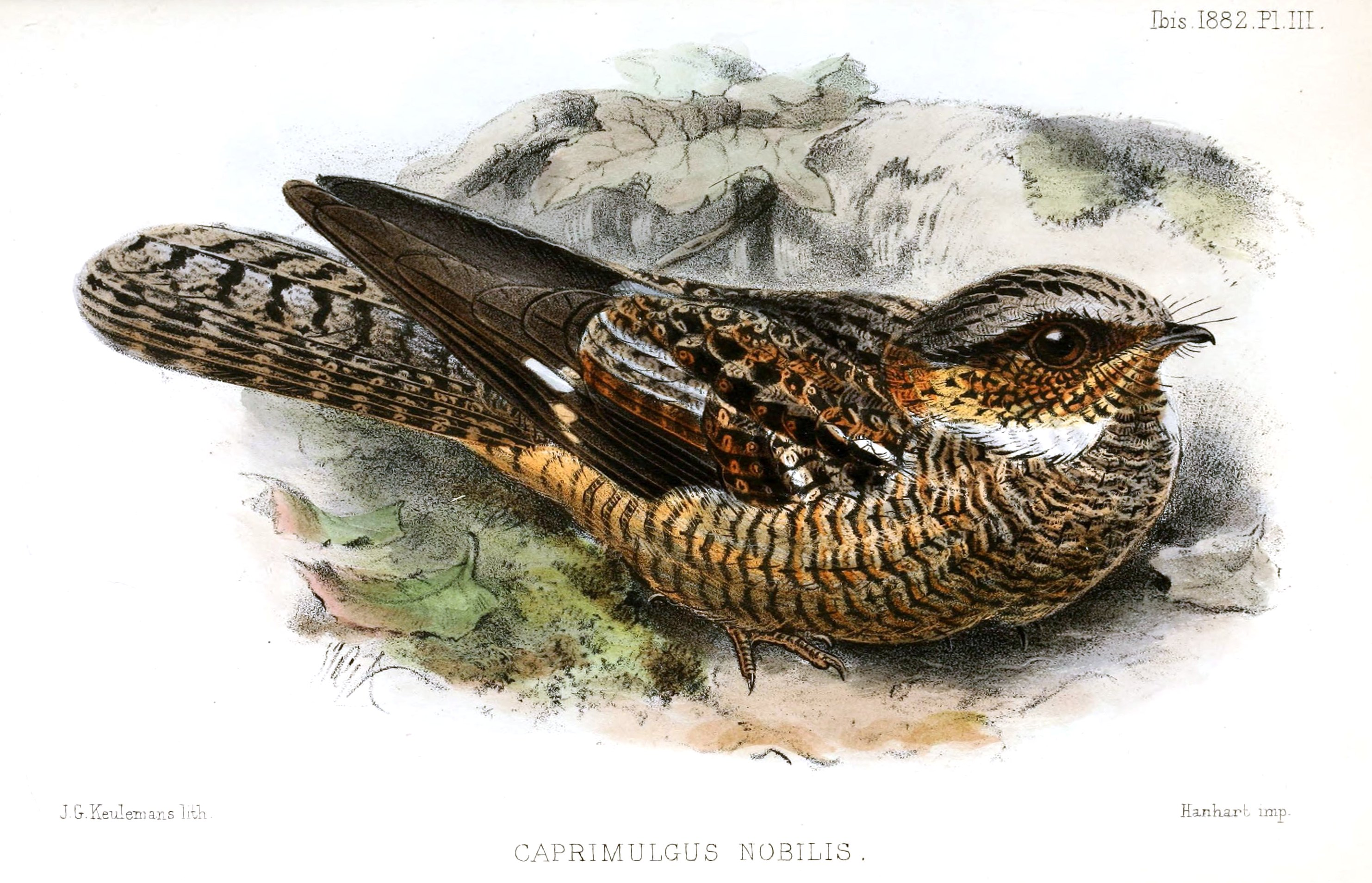